# Benevolent and Protective Order of Elks
 (février 2025).
Le Benevolent and Protective Order of Elks (BPOE) (parfois Elks Lodge ou The Elks) est une fraternité à actions sociales fondée en 1868 aux États-Unis. Il s'agit d'une des plus importantes fraternités américaines avec plus d'un million de membres. La fraternité est ouverte aux hommes comme aux femmes.

## Histoire
Le club a été fondé en 1868 sous le nom de Jolly Corks. Au fil des années, le club étend son champ d'action à des œuvres sociales et de charité. Les quinze membres de l'époque votent à huit contre sept pour choisir comme nouveau logo et comme nom le cerf (elk en anglais) plutôt que le bison. Les premiers membres étaient pour la plupart des artistes de théâtre de New York.  L'accession au club a été étendue aux Afro-américains dans les années 1970 et aux femmes dans les années 1990. Par contre, au début du XXIe siècle, le club n'est pas ouvert aux athées. Il est nécessaire de croire en dieu et être âgé de plus de 21 ans.
Créée en 1928, la Elks National Foundation est une fondation caritative appartenant à la fraternité. Elle gère un budget de près de 400 millions de dollars qu'elle utilise pour aider des œuvres charitables à travers le pays.
Le quartier général national, connu en tant que « Grande loge » (en anglais : Grand Lodge) est située à Lincoln Park près de Chicago dans l'Illinois. En 2006, on dénombrait 2 100 loges locales, répandues à travers le pays. Il n'y a qu'une loge par ville et chaque loge dispose d'un numéro particulier. Par exemple, la loge 1 est celle de New York et la loge 72 est celle de Nashville. Si une loge disparaît, son numéro est retiré mais il peut être récupéré si une nouvelle loge réapparaît plus tard dans la ville. Chaque année, la fraternité organise une convention de niveau national dans une ville importante pour élire ses gestionnaires. Le Elks Magazine est publié 10 fois par an et est fourni aux membres.
Les membres peuvent prétendre à différents grades internes d'officiers, par exemple en fonction de leur ancienneté. De nombreuses célébrités ont appartenu à cette fraternité, tels que les présidents américains Warren G. Harding, Franklin D. Roosevelt, Harry S Truman, John F. Kennedy et  Gerald R. Ford. On y trouve aussi de nombreux politiciens, des hommes d'affaires, des artistes et des sportifs.

## Culture populaire
- Dans le roman de Stephen King La Tour sombre, Roland et Susannah tombent sur un squelette qui porte une bague l'identifiant comme membre de la fraternité ;
- Dans un épisode de la série télévisée À la Maison-Blanche, le personnage interprété par Rob Lowe dit que son père était membre de la fraternité ;
- Le groupe de rock canadien The Weakerthans ont une chanson intitulée Psalm for the Elks Lodge Last Call ;
- Dans la série télévisée américaine Tout le monde aime Raymond, Peter Boyle fut membre de la fraternité.